# Wijken en buurten in Meppel
De Nederlandse gemeente Meppel is voor statistische doeleinden onderverdeeld in wijken en buurten. De gemeente is verdeeld in de volgende statistische wijken:
- Wijk 00 Meppel (CBS-wijkcode:011900)
- Wijk 01 Nijeveen (CBS-wijkcode:011901)
- Wijk 02 Rogat (CBS-wijkcode:011902)

Een statistische wijk kan bestaan uit meerdere buurten. Onderstaande tabel geeft de buurtindeling met kentallen volgens het Centraal Bureau voor de Statistiek (2008):
| CBS-buurtcode | Buurtnaam                           | Inwonertal | Opp. totaal (ha) | Opp. land (ha) | Ligging                |
| ------------- | ----------------------------------- | ---------- | ---------------- | -------------- | ---------------------- |
| BU01190000    | Centrum                             | 5310       | 118              | 111            | Locatie in de gemeente |
| BU01190001    | Watertoren                          | 720        | 32               | 28             | Locatie in de gemeente |
| BU01190002    | Haveltermade                        | 4170       | 91               | 88             | Locatie in de gemeente |
| BU01190003    | Koedijkslanden                      | 6480       | 176              | 174            | Locatie in de gemeente |
| BU01190004    | Ezinge                              | 690        | 51               | 50             | Locatie in de gemeente |
| BU01190005    | Oosterboer                          | 8250       | 234              | 231            | Locatie in de gemeente |
| BU01190006    | Industrieterrein Oevers en omgeving | 140        | 208              | 187            | Locatie in de gemeente |
| BU01190007    | Industrieterrein-Noord              | 0          | 95               | 89             | Locatie in de gemeente |
| BU01190008    | Bedrijvenpark Blankenstein          | 50         | 40               | 40             | Locatie in de gemeente |
| BU01190009    | Verspreide huizen Meppel            | 190        | 1056             | 1005           | Locatie in de gemeente |
| BU01190010    | Berggierslanden                     | 1340       | 81               | 81             | Locatie in de gemeente |
| BU01190100    | Kern Nijeveen                       | 2600       | 72               | 72             | Locatie in de gemeente |
| BU01190101    | Rest Dorpsstraat                    | 250        | 51               | 51             | Locatie in de gemeente |
| BU01190102    | Kolderveen                          | 240        | 56               | 56             | Locatie in de gemeente |
| BU01190103    | Kolderveense Bovenboer              | 140        | 78               | 78             | Locatie in de gemeente |
| BU01190104    | Nijeveense Bovenboer                | 130        | 102              | 102            | Locatie in de gemeente |
| BU01190109    | Verspreide huizen Nijeveen          | 480        | 2197             | 2178           | Locatie in de gemeente |
| BU01190200    | Kern Rogat                          | 120        | 83               | 71             | Locatie in de gemeente |
| BU01190209    | Verspreide huizen Rogat             | 210        | 878              | 870            | Locatie in de gemeente |